# 和久野愛佳
和久野愛佳（日语：／ Wakuno Aika，9月12日—）是一名日本女性聲優，愛知縣出身，Raccoon Dog預留所屬。

## 人物
興趣是唱歌、看房屋格局圖、玩遊戲。特長是插畫。
暱稱是。在電音部中負責繪製周邊商品與歌曲的插畫。

## 演出作品
※粗體字為主要角色。

### 電視動畫
2023年
- D4DJ All Mix（女客人、女學生）
- 神劍闖江湖－明治劍客浪漫譚－（小孩）
- 哆啦A夢（巧克力②）
- 聖女魔力無所不能（女僕）
- 靠著魔法藥水在異世界活下去！（洛洛特）

2024年
- 哆啦A夢（少年、女孩子）
- 美妙寵物 光之美少女（同級生、牛込、閃耀倉鼠[5]、女孩子）
- 弱角友崎同學 2nd STAGE（沙耶香）
- 肌肉魔法使-MASHLE- 神覺者候補選拔試驗篇（學生）
- 神明渴求著遊戲。（觀眾、使徒、女性）
- Re:Monster（哥布林們、魔法使）
- 魔王軍最強的魔術師是人類（艾克〈幼年〉）
- 前輩是偽娘（同班同學女子、谷知佳奈子）
- 神之塔 -Tower of God- 王子的歸還 / 工房戰（艾米莉[6]）
- 星辰墜落之國的妮娜（女官2、阿茲爾的母親、侍女3）
- 名偵探柯南（女孩子的弟弟）
- 噗妮露是可愛史萊姆（學生）

2025年
- BanG Dream! Ave Mujica（觀眾B、客人B〈咖啡廳〉、兼職B、女高中生D、學生B）
- 在沖繩喜歡上的女孩方言講得太過令人困擾（小孩）
- 妖怪學校的菜鳥老師！（少年入道）
- 華Doll*-Reinterpretation of Flowering-（粉絲B）
- 戀上換裝娃娃 Season 2（筐體的聲音）

### 劇場版動畫
2025年
- 學姊是男孩劇場版：雨後天晴（谷知佳奈子[7]）

### 網路動畫
2023年
- （酒酒井虹郎〈幼年〉[8]）

### 遊戲
2023年
- 放置少女 百花撩亂的萌姬們（張昭[9]）

2024年
- 棕色塵埃2（克蕾西亞[10]）
- goHELLgo 去地獄（[11]）
- 世界計畫 繽紛舞台！ feat.初音未來

## 外部連結
- 和久野 愛佳｜ラクーンドッグ オフィシャルサイト